# Римо-католицька каплиця (Млинки)
Римо-католицька каплиця на Млинках або Функціоналістська капличка — це римо-католицька каплиця на Млинках, збудована в кінці 1930-х на прохання місцевої польської громади при фінансуванні заводу «Галіція».
Точна дата освячення та присвоєний титул невідомі.

## Історія

### Передумови
Млинківчани, будучи географічно та історично тісно пов’язаними з модричанами, не виділяли себе в окрему релігійну громаду, ставлячи в центр свого земного життя модрицьку церкву. Проте згодом Млинки, опинившись на шляху авантюристів, які масово прямували до нафтових і озокеритних родовищ Борислава, стали домом для багатьох євреїв, німців (австрійців католицького сповідання) та поляків, що тягнулися до своїх громад у Дрогобичі.
У 1930-х роках конфлікт загострився, перерісши в так звану «війну парафій».
Поляки, які складали майже половину населення Млинок, переважно належали до парафії дрогобицького Костелу святого Апостола Варфоломея, а значна частина млинківчан працювала на дрогобицькому заводі «Галіція». Стало помітно, що Млинки, хоч і перебували адміністративно під Модричами, дедалі більше потрапляли під вплив Дрогобича. У відповідь греко-католицька громада Млинок створила комітет для збору коштів на будівництво каплиці, яка б підпорядковувалася модрицькій Церкві святого Дмитра, щоб географічно закріпити Млинки за модрицькою парафією.
Польська громада, підозрюючи приховування українською громадою масштабів справи, занепокоїлася й почала шукати джерела фінансування для власної каплиці. Скориставшись наявністю багатьох інженерів «Галіції» серед польської громади Млинок, громада звернулася до дирекції заводу, яка погодилася профінансувати будівництво та надати будівельний персонал.

### Будівництво
Про будівництво майже нічого невідомо, окрім того, що воно проходило в 1930-х та закінчилося напередодні Другої світової війни.
Відомо, що за будівництвом був закріплений Фелікс Ляхович, який тоді посідав посаду керівника будівельних справ на дрогобицькій «Галіції». Його рукам належать всі розписи та вівтар каплиці.

### Сьогодення
Сьогодні каплиця недіюча та немає парафії, але місцеві доглядають за нею, підтримуючи її у лаконічному та охайному вигляді.